# Molveno
Molveno é uma comuna italiana da região do Trentino-Alto Ádige, província de Trento, com cerca de 1.102 habitantes. Estende-se por uma área de 35 km², tendo uma densidade populacional de 31 hab/km². Faz divisa com Tuenno, Ragoli, Spormaggiore, Cavedago, Andalo, San Lorenzo in Banale, Terlago e Vezzano.